# Muntanyes de Llobatera
La Muntanyes de Llobatera és una serra situada al municipi de Llagostera a la comarca del Gironès, amb una elevació màxima de 347 metres.